# Stan Lokhin
Stan Lokhin, officieel Stan Lok Hin (11 maart 1947 - 1 december 2010), was een Surinaams trompettist, componist, dirigent, producer en arrangeur, en leider van The Stan Lokhin Band. Hij werd wel de Godfather van de Surinaamse muziek genoemd.

## Biografie
Lokhin richtte zich voor een groot deel op de muziekstijlen jazz in een mengvorm met kaseko, soul, calypso en Surinaamse volksliedjes. Zelf vatte hij deze samen als latin-kaseko. Op basis van zijn trompetspel werd hij aangenomen op het Conservatorium van Amsterdam. Nadat hij met Oscar Harris en The Twinkle Stars meespeelde in AVRO's Toppop kreeg hij vanuit zijn klassieke conservatoriumopleiding een laatste waarschuwing om zich niet nog eens met die junglemuziek in te laten. Twee jaar later verliet hij de opleiding en sloot hij zich aan bij The Needles. Net als de andere bandleden deed hij zich voor als Amerikaan. Met de band trad hij op met internationale artiesten als Natalie Cole, Aretha Franklin en King Curtis, en stonden ze in het voorprogramma van Queen en Genesis.
Hierna had hij aanvankelijk willen terugkeren naar Suriname. Doordat zijn vrouw, met wie hij twee kinderen had, hem rond die tijd verliet voor een van zijn vrienden, besloot hij zijn toekomst voort te zetten in Nederland. Ondertussen maakte hij 1972 met een beurs een uitstap van een half jaar naar de Verenigde Staten voor een cursus in muziekproductie en arrangeren. Rond diezelfde tijd sloot hij zich aan bij The Twinkle Stars, met als leadzangers Oscar Harris en Billy Jones. Voor hun elpee nam Lokhin voor een belangrijk deel de arrangementen op zich. Het album bevatte soul met een Surinaams geluid en sloeg aan in Nederland en Suriname. Ook Lieve Hugo, die in die tijd in Nederland woonde, was onder de indruk. Voor hem en zijn The Happy Boys produceerde en arrangeerde Lokhin het volgende album. Lieve Hugo lag rond die tijd zelf in het ziekenhuis en zong later de liedjes in. Ook dit album sloeg aan bij het publiek.
Hierna richtte Lohin zich ook op Hindipop en begon hij met het dirigeren van zangkoren. Met The Resurrection Singers was hij te gast tijdens concerten van Mariah Carey, Céline Dion en Stevie Wonder. Daarnaast richtte hij de Stan Lokin Band op. In 1980 dirigeerde hij het Residentie Orkest tijdens haar afscheid als koningin van prinses Juliana. Verder werkte hij voor artiesten als Ruth Jacott, de Carmenian Gospel Singers en The Rhythm Makers.
Lokhin was kroonlid van de Raad voor de Kunst. Hij werd wel de Godfather van de Surinaamse muziek genoemd. In september 2010, hij was toen al ziek, werd ter ere van hem A tribute to Stan Lokhin georganiseerd, door koren die hij dirigeerde en enkele muziekformaties. Hij was zelf te gast en werd tijdens het concert onderscheiden als commandeur in de Ere-Orde van de Gele Ster. Enkele maanden erna, op 1 december 2010, overleed hij na een ziekte. Lokhin is 63 jaar oud geworden. Zijn begrafenis werd muzikaal begeleid door een orkest onder begeleiding van zijn zoon als trompettist.